# 北京地铁SFM01/02/07型电动车组
北京地铁 SFM01/02/07 型电动车组是北京地铁使用的三种电动车组，现在在八通线与1号线之间运营，全部配属于土桥车辆段。

## 简介
SFM01/02/07 型列车由原南车青岛四方机车车辆（SFM01/02 型，编号 TQ401-TQ414）和北京地铁车辆厂（SFM01/07 型，编号 TQ415-TQ430）负责生产，其中 SFM01/02 型亦为北京地铁最早使用的宽体贯通道地铁车辆。

## 列车编组
|                                                             |                 | SFM01/02/07 ←古城方向环球度假区方向→ |         |          |         |         |                 |
| 4节编组车辆编号                                             | 4节编组车辆编号 | 1                                    | 2       | —        | 3       | —       | 4               |
| 6节编组车辆编号                                             | 6节编组车辆编号 | 1                                    | 2       | 3        | 4       | 5       | 6               |
| 车厢型号                                                    | SFM01           | SFM01Mc                              | SFM01T0 | SFM01M0  | SFM01T1 | SFM01T2 | SFM01Mc         |
| 车厢型号                                                    | SFM02           | SFM02Mc                              | SFM02T0 | SFM01M0  | SFM02T1 | SFM01T2 | SFM02Mc         |
| 车厢型号                                                    | SFM07           | SFM07Mc                              | SFM07T0 | SFM07M0  | SFM07T1 | SFM07T2 | SFM07Mc         |
| 集电靴                                                      | 集电靴          | 有                                   | 无      | 有       | 无      | 无      | 有              |
| 4节编组旧车厢号                                             | 4节编组旧车厢号 | TQ4××1                               | TQ4××2  | —        | TQ4××3  | —       | TQ4××4          |
| 6节编组旧车厢号                                             | 6节编组旧车厢号 | TQ4××1                               | TQ4××2  | TQ4××3   | TQ4××4  | TQ4××5  | TQ4××6          |
| 新车厢号                                                    | 新车厢号        | 01 ×××1                              | 01 ×××2 | 01 ×××3  | 01 ×××4 | 01 ×××5 | 01 ×××6         |
| 车厢类型                                                    | 车厢类型        | Mc                                   | T       | M        | T       | T1      | Mc              |
| 安装机器设备                                                | 安装机器设备    | VVVF (R) CP (L)                      | SIV (L) | VVVF (R) | SIV (R) | —       | VVVF (L) CP (R) |
| 车辆重量                                                    | 车辆重量        | 33.0 t                               | 35.0 t  | 35.0 t   | 35.0 t  | 29.0 t  | 33.0 t          |
| 额定载客量                                                  | 额定载客量      | 226 人                               | 244 人  | 244 人   | 244 人  | 244 人  | 226 人          |
| VVVF：牵引逆变器装置；SIV：辅助电源装置；CP：电动空气压缩机 |                 |                                      |         |          |         |         |                 |

## 列车特点

### 外观与内装
SFM01/02/07 型列车采用鼓形车体，车身侧面有一条深红色腰线贯穿全车。列车上线当时，车头采用流线形设计，取法京剧脸谱，以深红色和黑色为主色调，并且 TQ401～TQ414、TQ425～TQ430 的车头“北京”二字为白色，TQ415～TQ424 的则为红色。
每列车的各节车厢间以大贯通道相连，乘客可在各车厢间无障碍通行；每节车厢的客室两侧各安装四对车门，均为电动内藏门，且其中的中间两对还安装有车外乘务员开关和车内紧急解锁装置。
每节首尾车厢设有36个座席，每节中间车厢设有42个座席，座席内靠侧墙，呈纵列对称分布，其下方设有电加热装置；首尾车厢在靠近司机室的一端还专门设置了残疾人乘车区及轮椅放置空间。

### 车钩与转向架
列车采用的SDB-80型转向架以轻量化、低横向刚度为特色，采用钢板焊接H型构架、迷宫式轴箱、滚柱轴承和整体辗钢轮。转向架的一系悬挂采用轴箱叠层橡胶弹簧，减轻了车辆通过曲线时的横向力，改善了列车在曲线上的运行性能；二系悬挂采用无摇枕空气弹簧，以改善列车的乘坐舒适性。
列车的两端，以及前半列和后半列之间设有半自动车钩，其余的节与节之间则设有半永久牵引杆，列车中部的半自动车钩还附带缓冲装置。

### 牵引及辅助系统
多数列车采用东洋电机制造设计的牵引及辅助供电系统，具体包括：
- 牵引电机：每节动车车厢下方各安装四台，除 SFM01/02 型列车的既有动车车厢下方安装东洋电机制造制 TDK-6175-B 以外[1][9]，其余动车车厢下方安装湘潭电机吸收东洋电机制造的技术而生产的 YQ-180-2[11][12]；两种电机的电气参数基本一致，单台电机的额定功率为 180 kW，额定电压为 550 V，额定电流为 240 A，工作频率 77 Hz，额定转速 2,255 r/min[17]。
- 牵引逆变器：为东洋电机制造制 RG685 系列，通过矢量控制的快速计算，对列车速度进行实时监控，从而实现车轮的防滑和防空转控制；每节动车车厢下方各安装一台牵引逆变器，以1C2M2群方式驱动其所在车厢的四台牵引电机，单台牵引逆变器的质量为 945 kg，输入电流为 258 A，输出电流为 579 A，额定输出电压 3AC 0~550 V，额定输出容量 551 kVA，输出频率范围 -7~180 Hz，最大开关频率 1050 Hz[17]。
- 辅助电源：为东洋电机制造制 RG4038 系列，每列车的2车厢和4车厢下方各安装一台；单台辅助电源的质量为 1111 kg，额定输出容量为 140 kVA[13]，可为三节车厢提供 3AC 380 V、DC 110 V 和 DC 24 V 三种电压，用于为照明系统、空调与采暖系统、电动门、蓄电池、车载信号系统、通信设备等供电[3]。

01 100 号车组于2019年进行牵引及辅助供电系统的自主化改造，在保持原有牵引电机不变的前提下，试验性采用由中车青岛四方车辆研究所提供的牵引逆变器（单台质量 783 kg，额定输出容量 530 kVA）和辅助电源（单台质量 978 kg，额定输出容量 160 kVA）。
值得一提的是，SFM01/02 型列车扩编前，每列车的两节动车车厢下方各安装一台 RG685-A-M，两节拖车车厢下方各安装一台 RG4038-A-M，扩编后由于需要调整列车的制动接口，扩编动车车厢下方改为安装一台 RG685-B-M；SFM07 型列车虽然直接制造为6节编组，但是沿袭了扩编后 SFM01/02 型列车的设备布局，每列车中间动车车厢下方的牵引逆变器同样与首尾两节动车车厢下方的不同，即便是 01 100 号车组试验性采用国产化牵引系统之后也是如此。
| 4节编组车辆编号     | 4节编组车辆编号 | 1              | 2             | —             | 3             | —  | 4              |
| 6节编组车辆编号     | 6节编组车辆编号 | 1              | 2             | 3             | 4             | 5  | 6              |
| ------------------- | --------------- | -------------- | ------------- | ------------- | ------------- | -- | -------------- |
| 车厢类型            | 车厢类型        | Mc             | T             | M             | T             | T1 | Mc             |
| 牵引电机            | SFM01/02        | TDK-6175-B     | —             | YQ-180-2      | —             | —  | TDK-6175-B     |
| 牵引电机            | SFM07           | YQ-180-2       | —             | YQ-180-2      | —             | —  | YQ-180-2       |
| 牵引逆变器 辅助电源 | SFM01/02        | RG685-A-M      | RG4038-A-M    | RG685-B-M     | RG4038-A-M    | —  | RG685-A-M      |
| 牵引逆变器 辅助电源 | 多数 SFM07      | RG685-A1-M     | RG4038-A1-M   | RG685-B-M     | RG4038-A1-M   | —  | RG685-A1-M     |
| 牵引逆变器 辅助电源 | 01 100          | SPS 71P-530-Mc | SAS 71N-160-T | SPS 71P-530-M | SAS 71N-160-T | —  | SPS 71P-530-Mc |

### 制动系统
列车采用由纳博克（NABCO，现纳博特斯克）提供的直通电空制动系统，其具有操纵灵活、制动减速度快、作用可靠灵活等特点。列车在制动时优先使用再生制动，当总制动力不足时，优先对拖车车厢补足空气制动，若还不足，则由动车车厢补足。
制动系统以一节动车和一节拖车为制动单元。SFM01/02 型列车在扩编前每列具有两套制动单元，扩编时其中一套被拆分，并分别与两节扩编车厢建立新的制动联系，因此扩编后的 SFM01/02 型列车和 SFM07 型列车一样每列具有三套制动单元。

### 空调系统
列车采用由广州中车轨道交通空调装备提供的空调系统，每节车厢的车顶两端各安装一台制冷量29 kW、通风量4000 m3/h的 DL29A 型顶置单元式空调机组，所有机组均以 R407C 为制冷剂。为改善空调系统的冷热不均问题，列车的每节车厢在2022年均加装倍增风机。

## 列车改造

### 扩编改造
SFM01/02 型列车最初为4节编组营运，在2008年扩编为6节编组，每列车都新增动车车厢（3车厢）和拖车车厢（5车厢）各一节，扩编前的3车厢和4车厢分别成为扩编后的4车厢和6车厢，此外每节车厢还新增车载数字电视和监控系统。

### 厂修改造
2015年起，SFM01/02/07 型列车开始在京车公司进行大修改造，改造工作于2020年7月全部完成，改造内容包括：
- 更换车头外形[註 5]，为CBTC设备柜留出空间[註 6]。
- 司机室内装进行重新设计，预留了紧急疏散门接口和DCS天线安装接口。
- 对客室空调冷凝系统进行了改造，并新增司机室空调。
- 为紧急疏散门增加电加热玻璃，解决了紧急疏散门在雪天运行时的除霜问题。
- 车门上方加装LED闪灯图，并将车厢内的LED字幕显示从“列车运行前方是××站”改为“本次列车终点站：××　下一站：××”。

### 贯通运营改造
根据1号线、八通线贯通工程的部署，所有 SFM01G/02G/07G 型列车已在2021年5月~8月间更换列车编号和车内LED闪灯图。
- 厂修改造前的SFM01型TQ421号车组驶入四惠站（2006年8月）
- 厂修改造后的SFM01G型TQ419号车组驶入果园站（2021年3月）
- 厂修改造后的SFM01G型01 088号车组行驶于双桥站至传媒大学站区间（2021年6月）
- 厂修改造前的SFM02型TQ413号车组驶入高碑店站（2012年10月）
- 厂修改造后的SFM02G型TQ411号车组驶入果园站（2021年3月）
- 厂修改造后的SFM02G型01 084号车组行驶于双桥站至传媒大学站区间（2024年8月）
- 厂修改造前的SFM07型TQ430号车组停靠于四惠东站（2016年9月）
- 厂修改造后的SFM07G型TQ427号车组驶入四惠东站（2021年4月）
- 厂修改造前的SFM01型列车客室内部（2006年5月）
- 厂修改造后的SFM01G型列车内部（2019年12月）
- SFM01G型列车客室门上方的一八贯通版闪灯图
- 厂修改造后的SFM07G型列车内部（2021年10月）